# 诺彦活佛
诺彦活佛（藏語：ནོ་ཡོན་ཧུ་ཐོག་ཐུ，威利转写：no yan hu thug thu），清朝封为呼图克图，称诺彦呼图克图，中华人民共和国时期称为诺彦活佛；驻锡陶赖图葛根庙。属藏传佛教格鲁派。

## 沿革
第一世葛根为却日布札木苏，原在在图什业图王府佛堂供佛。后因治好了达尔罕王的病，被达尔罕王封为“阿巴达”（又译“阿巴”）喇嘛。此后，民众称却日布札木苏为“葛根”。却日布札木苏35岁时，达尔罕旗、札萨克图旗共同奉其为葛根，并正式请他来到莲花图庙。同时，达尔罕旗、札萨克图旗商定，却日布札木苏作为这两个旗供奉的葛根，每年必须在两旗境内轮流各住半年。却日布札木苏遵守此规定，直到91岁圆寂。
从第二世葛根起，葛根名均由西藏方面取。因达尔罕旗、札萨克图旗都想请第二世葛根到本旗作葛根，争执不下，故第二世葛根迟至28岁时才登上葛根之位。后来，清朝乾隆帝命其在北京将《丹珠尔》由藏文译为蒙古文，并赐封其为“诺彦呼图克图”。
清朝嘉庆二十五年（1820年），四世葛根罗卜僧图布丹吉格木德扎拉僧转生。他是图什业图亲王诺日布林沁的第五子。直到25岁时登上葛根之位。这是因为此前其父诺日布林沁反对其出家为僧，而供奉葛根的其他九个旗坚持将诺日布林沁的第五子确认为葛根。为此，双方在清朝道光三十年（1850年）上告至道光帝，最终，理藩院裁定其为葛根，道光帝封其为“巴格西葛根”，平息了此次争端，图什业图亲王诺日布林沁乃答应将其送到庙内为僧。清朝皇帝还曾赐给第四世葛根“象牙虎贲”权杖一根，其上雕有龙。
六世葛根曾参与乌泰的叛乱，随后逃到外蒙古库伦。1915年10月返回本旗。后来六世葛根娶妻。
七世葛根登位之后不久，便于1947年后开始上学。1959年，由科尔沁右翼前旗人民政府保送到内蒙古医学院学习。1963年7月毕业后一直当医生。1994年去世。

## 历世诺彦活佛
以下列出历世诺彦活佛：
| 世数   | 生年   | 坐床年份 | 卒年   | 汉文姓名                        | 蒙古文姓名 |
| ------ | ------ | -------- | ------ | ------------------------------- | ---------- |
| 第一世 | ？     | ——       | ？     | 却日布札木苏                    |            |
| 第二世 | 1714年 | ？       | ？     | 诺彦·阿旺丹巴雅日               |            |
| 第三世 | 1762年 | ？       | ？     | 诺彦·耶希嘎拉僧                 |            |
| 第四世 | 1820年 | ？       | 1877年 | 诺彦·罗卜僧图布丹吉格木德扎拉僧 |            |
| 第五世 | 1880年 | ？       | ？     | 诺彦·罗卜僧海力布丹毕儒力莫     |            |
| 第六世 | 1895年 | 1904年   | 1938年 | 诺彦·罗卜僧勒布希德特布丹扎拉森 |            |
| 第七世 | 1938年 | 1945年   | 1994年 | 诺彦·阿旺却吉旺基格             |            |